# Zscheiplitz
Zscheiplitz ist seit 1991 ein Ortsteil von Freyburg (Unstrut) im Burgenlandkreis im südlichen Sachsen-Anhalt.

## Geographie

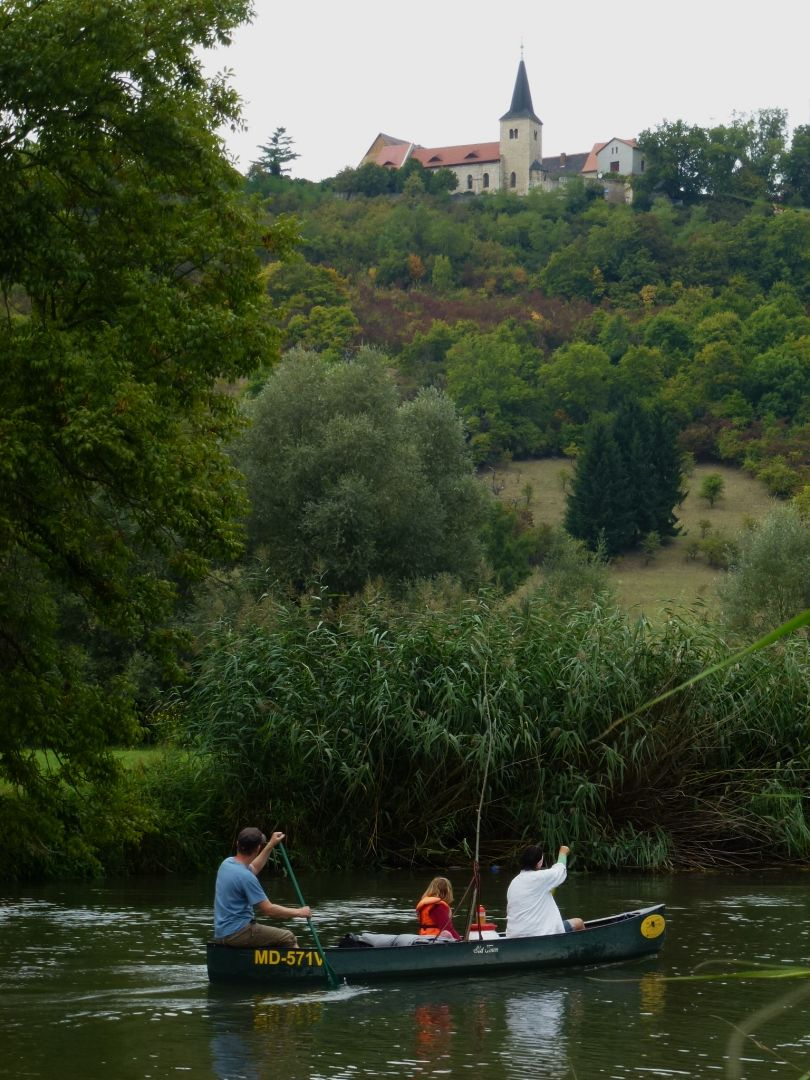
Zscheiplitz über der Unstrut

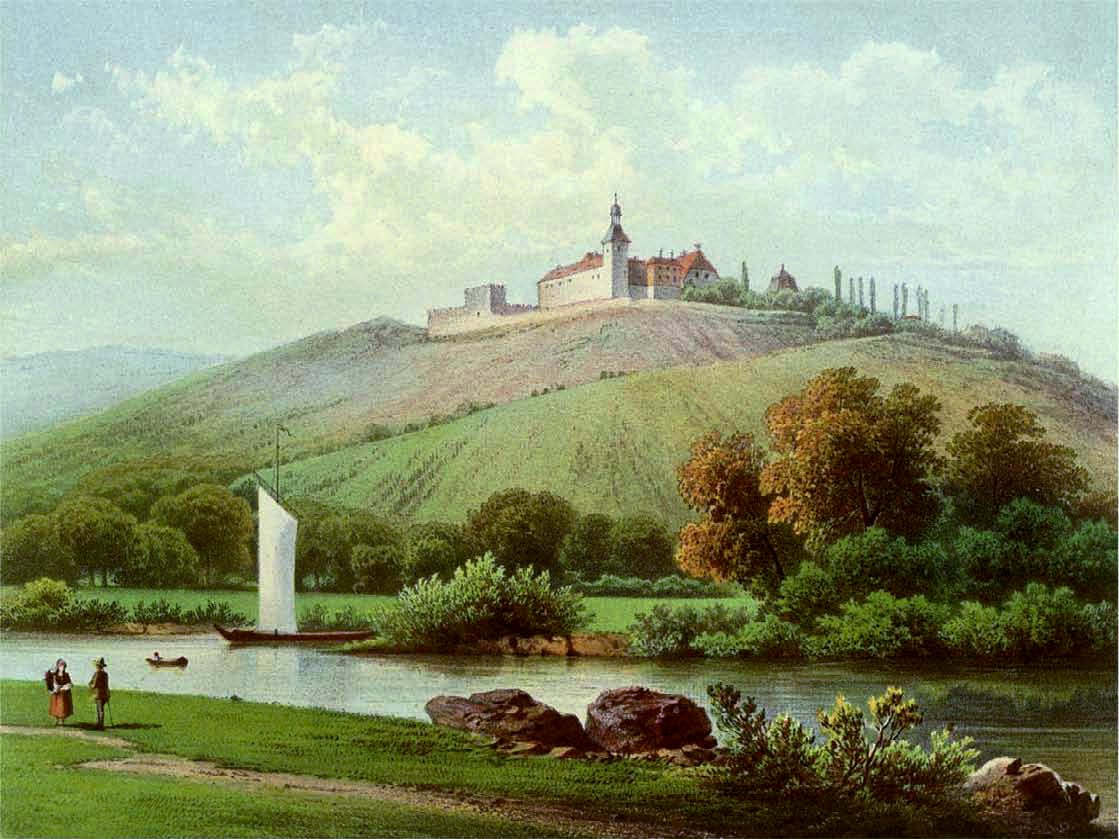
Schloss Zscheiplitz um 1860, Sammlung Alexander Duncker

Zscheiplitz auf einer Karte von Freyburg und Umgegend (Ausschnitt, 1815)

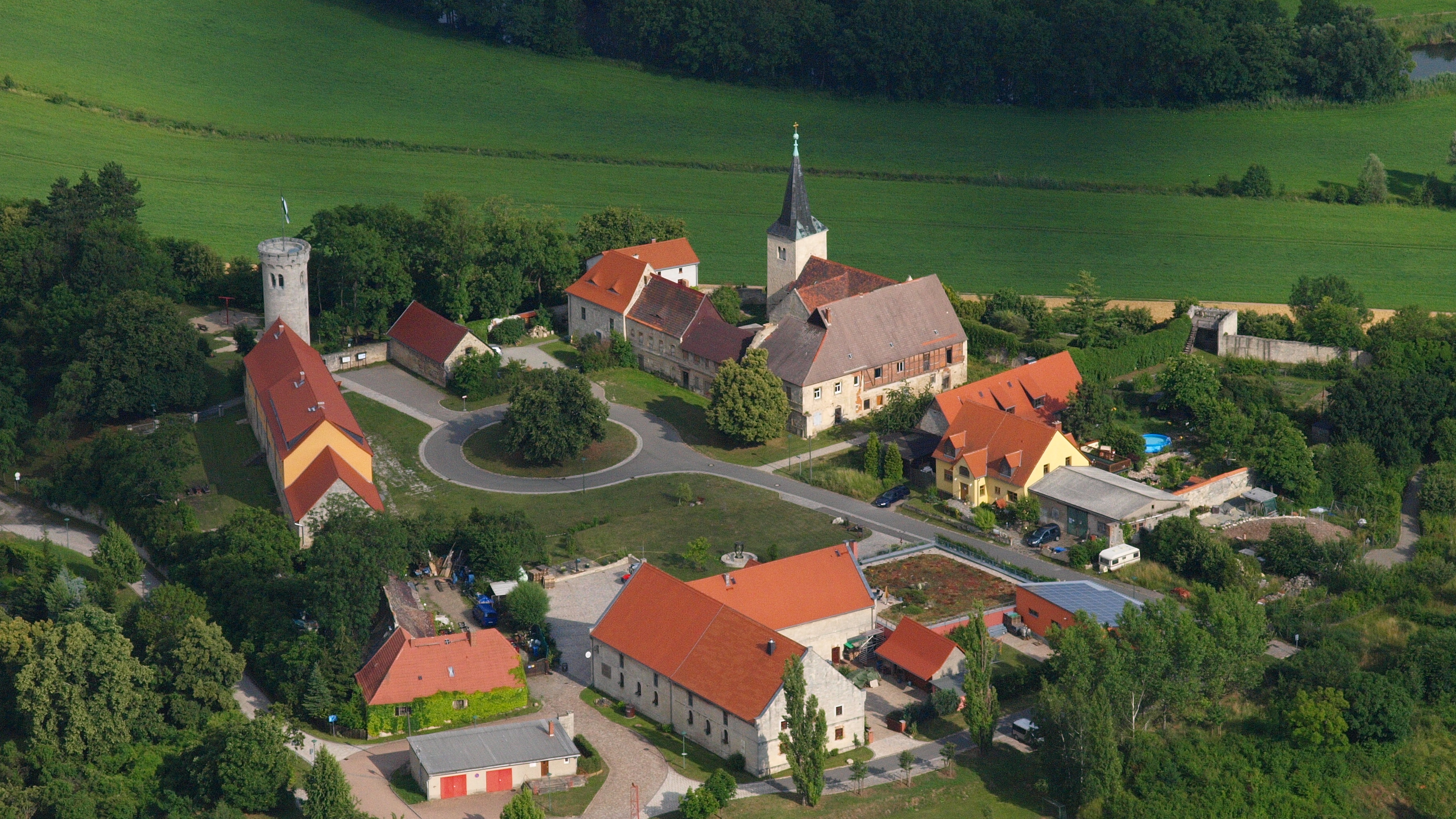
Zscheiplitz, Luftaufnahme (2011)

Der Ort liegt am erhöhten linken Ufer der Unstrut in Sichtweite der Neuenburg etwa zwei Kilometer westlich von Freyburg.

## Geschichte
Die erste urkundliche Erwähnung des Ortes datiert auf das Jahr 1085. Der dort aufgeführte Name Sciplice deutet auf eine slawische Ortsgründung. In einer Burg Weißenburg genannten Residenz lebte hier von 1041 bis 1085 Pfalzgraf Friedrich III. von Sachsen. Nach dessen Ermordung wurde die Burg durch die Witwe Friedrichs, Adelheid († 1110), die inzwischen Ludwig den Springer geheiratet hatte, 1089 in das Benediktinerinnenkloster St. Bonifacius auf dem Berg St. Martini umgewandelt. Das Kloster wurde im Zuge der Säkularisation im Jahre 1540 aufgehoben und in ein Mannlehnrittergut umgewandelt, das 1945 im Zuge der Bodenreform enteignet wurde. Die Ländereien des Rittergutes (ca. 333 ha) waren Anfang des 20. Jh. an die Saatzuchtwirtschaft Fr. Strube in Schlanstedt verpachtet. 
Der Ort gehörte bis 1815 zum wettinischen, später kursächsischen Amt Freyburg. 1813 ließ Napoléon Bonaparte den Ort durch seine Truppen besetzen, um den Rückzug nach ihrer Niederlage in der Völkerschlacht bei Leipzig bei der Querung der Unstrut zu sichern. Durch die Beschlüsse des Wiener Kongresses kam Zscheiplitz zu Preußen und wurde 1816 dem Kreis Querfurt im Regierungsbezirk Merseburg der Provinz Sachsen zugeteilt, zu dem es bis 1944 gehörte.

## Kultur und Sehenswürdigkeiten
In der seit 1985 durch die Interessengemeinschaft Klosterkirche Zscheiplitz (IGZ) (ab 1995: Kloster Zscheiplitz – Klosterbrüder e. V.) renovierten Klosterkirche St. Bonifatius des früheren mittelalterlichen Benediktinerinnenklosters Zscheiplitz finden regelmäßig Konzerte statt. In der Nacht wird die Kirche von außen beleuchtet und ist bereits aus weiter Distanz zu sehen.
Ein Weingut auf dem Gelände des früheren Rittergutes bietet vier Monate im Jahr neben der Weinverkostung eine Straußwirtschaft an. Im Herrenhaus des Rittergutes werden von der Besitzerfamilie seit 2015 Ausstellungen präsentiert.
In unmittelbarer Nähe des Gutes befindet sich der 1866 als Aussichtsturm errichtete Wasserturm, der bestiegen werden kann. Er bietet einen weiten Ausblick auf das Unstruttal, die Zeddenbachmühle, die Neuenburg sowie das Schloss Balgstädt.
Der Geopfad führt u. a. an einem ehemaligen Kalkbrennofen vorbei. 

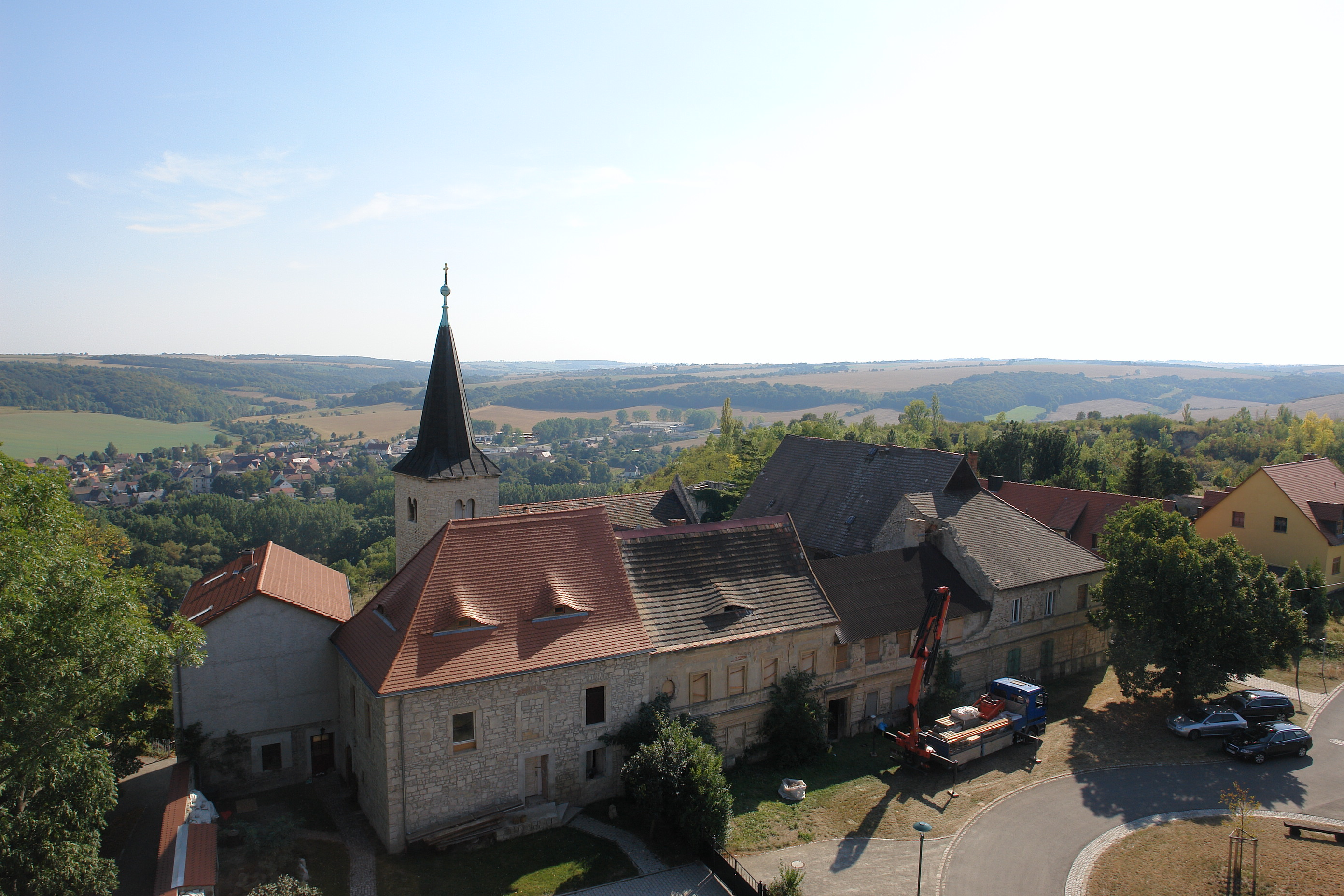
Rittergut
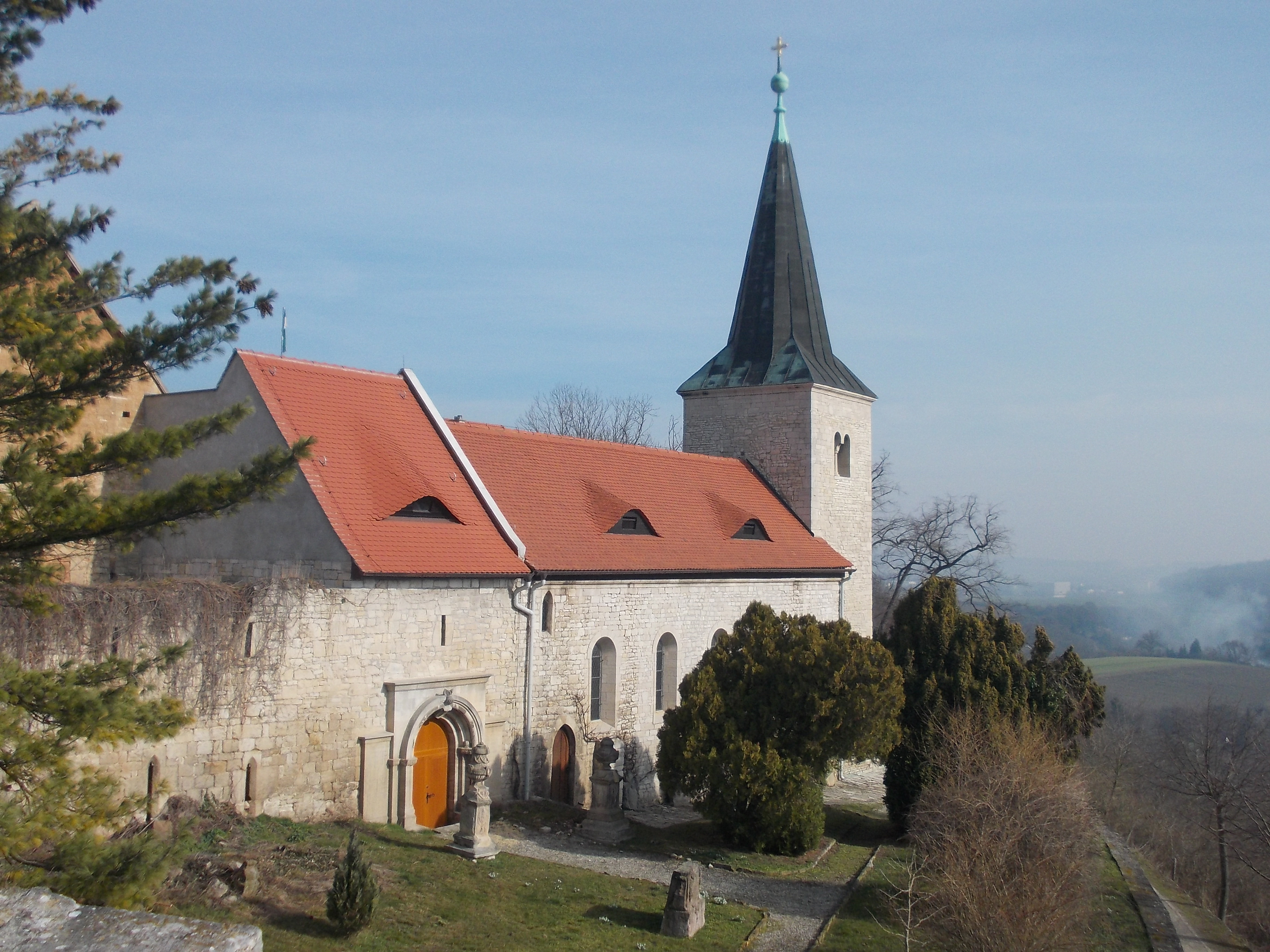
Klosterkirche
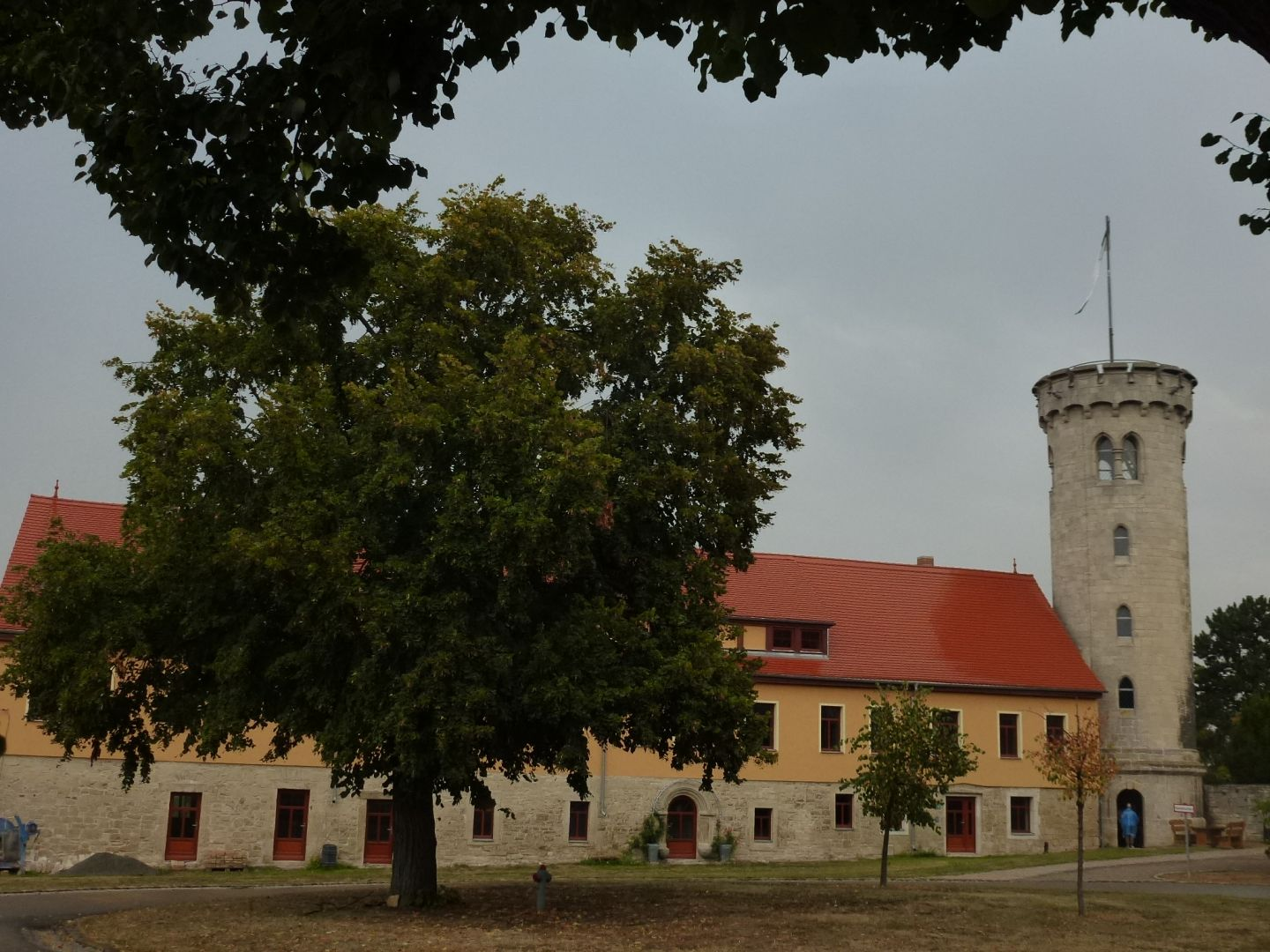
Wasserturm
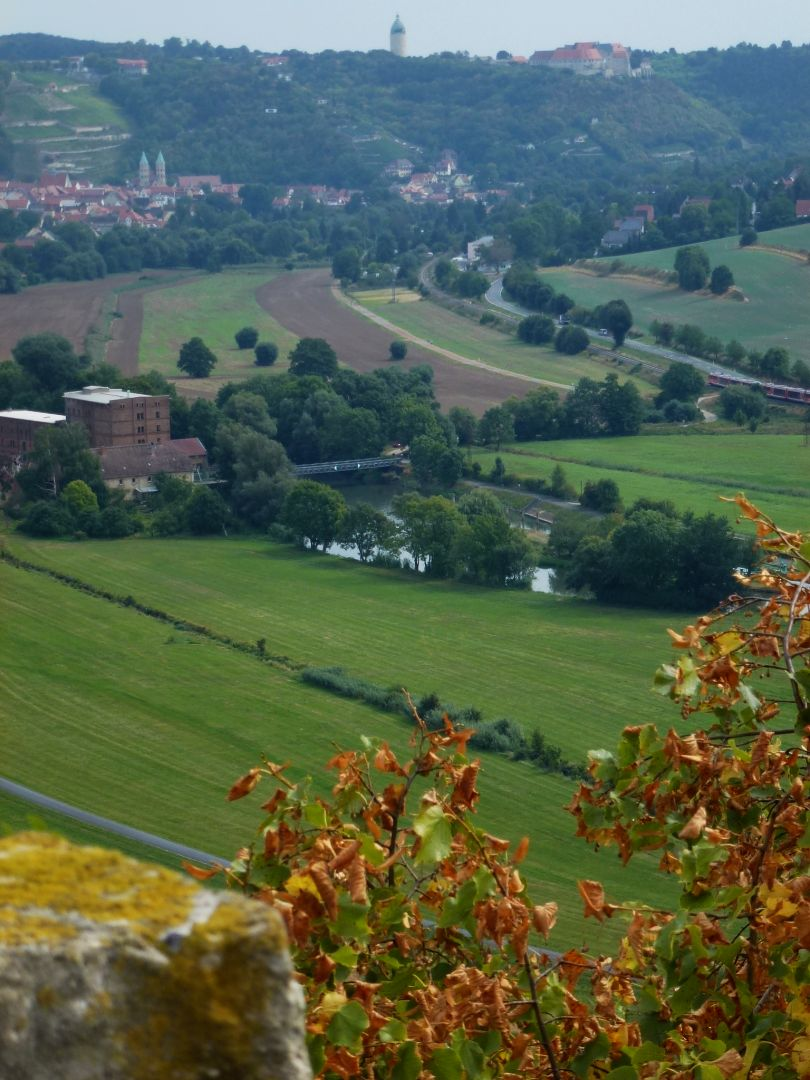
Zeddenbachmühle

## Personen, die mit dem Ort in Verbindung stehen
- Christoph Felgenhauer († 1639), Kaufmann, bis 1630 Besitzer des Rittergutes Zscheiplitz
- Adam Friedrich Senfft von Pilsach (1723–1783), kursächsischer Kreishauptmann des Kurkreises, Oberaufseher der Saalflöße und Besitzer der Rittergüter Zscheiplitz und Oberschmon